# 라이언 플렉
라이언 플렉(Ryan Fleck, 1976년 9월 20일 ~ )은 미국의 영화 감독, 각본가이다. 동료 애나 보든 감독과 자주 협업하였으며 그녀와 함께 한 대표작으로 《하프 넬슨》(2006), 《미시시피 그라인드》(2016)가 있다. 그리고 보든 감독과 같이 2019년 개봉하는 마블 스튜디오 영화 《캡틴 마블》의 감독으로 내정되었다.

## 연출 작품 목록
| 연도 | 제목                  | 원제                       | 역할 | 역할   | 비고 |
| 연도 | 제목                  | 원제                       | 감독 | 각본   | 비고 |
| ---- | --------------------- | -------------------------- | ---- | ------ | ---- |
| 2002 | 다툼                  | Struggle                   | 예   | 예     |      |
| 2003 | 이 사람 본 적 있어요? | Have You Seen This Man?    | 예   | 아니요 |      |
| 2004 | 고와누스, 브루클린    | Gowanus, Brooklyn          | 예   | 예     |      |
| 2005 | 젊은 반란군           | Young Rebels               | 예   | 아니요 |      |
| 2006 | 하프 넬슨             | Half Nelson                | 예   | 예     |      |
| 2008 | 슈거                  | Sugar                      | 예   | 예     |      |
| 2010 | 그저 재미있는 이야기  | It's Kind of a Funny Story | 예   | 예     |      |
| 2014 | 미시시피 그라인드     | Mississippi Grind          | 예   | 예     |      |
| 2019 | 캡틴 마블             | Captain Marvel             | 예   | 예     |      |